# David Bohm
David Joseph Bohm (20. december 1917 – 27. oktober 1992) var en amerikansk teoretisk fysiker, der regnes for en af de største i det 20. århundrede . Hans største videnskabelige bidrag var til teoretisk kvantemekanik.